# Amblyseius similoides
Amblyseius similoides är en spindeldjursart som beskrevs av Buchellos och Pritchard 1960. Amblyseius similoides ingår i släktet Amblyseius och familjen Phytoseiidae. Inga underarter finns listade i Catalogue of Life.